# Bitva u Asfeldu
Bitva u Asfeldu se odehrála v roce 552 mezi germánskými kmeny Langobardů a Gepidů na dnes neznámém místě v Panonii. Langobardi byli v tomto období spojenci Římanů a v období stěhování národů se snažili ovládnout strategicky významné místo v Panonii pod kontrolou Gepidů. Langobardy v boji vedl král Audoin. Bitvy se účastnil i jeho syn Alboin, který byl velmi mladý, v literatuře se uvádí, že sotva dosáhl mužství. Langobardi vedení Audoinem s podporou jeho švagra Amalafrida v boji zvítězili. Na straně poražených Gepidů padl následník trůnu Gepidů Turismod, syn gepidského krále Thurisinda, kterého v jednom ze soubojů zabil mladý následník trůnu Langobardů Alboin. Zbylí Gepidové i jejich území bylo zničeno během langobardsko-gepidské války v roce 567, kdy je Avaři na popud Langobardů napadli a obsadili jejich území. Avaři byli po Hunech poslední hrozbou z asijských stepí.